# Peter Laird
Peter Laird   (North Adams, 27 de gener de 1954) és un autor de còmics nord-americà més conegut per haver co-creat les Teenage Mutant Ninja Turtles amb l'escriptor i artista Kevin Eastman.

## Biografia
Laird va néixer el 27 de gener de 1954 a North Adams, Massachusetts. Cap a finals del 1983, Laird guanyava només deu dòlars per una il·lustració en un diari local de Dover, New Hampshire. També feia il·lustracions per a fanzines com The Oracle.

## Teenage Mutant Ninja Turtles
El maig de 1984, Laird i Kevin Eastman van autoeditar el primer número en blanc i negre de Teenage Mutant Ninja Turtles, amb una tirada inicial de 3.000 còpies per al còmic de mida gran, de quaranta pàgines. Va ser finançat en gran part per un préstec de l'oncle d'Eastman, Quentin (l'experiència del qual va tenir un profund impacte en Laird, i va portar indirectament al seu treball posterior amb la Xeric Foundation), i publicat pel duo Mirage Studios, un nom escollit perquè "no hi havia un estudi real, només taules de cuina i sofàs amb taules de falda". Aquell primer número va rebre una sèrie d'impressions posteriors durant els anys següents, a mesura que el fenomen de les tortugues va començar a enlairar-se.
L'experiència amb els diaris, va portar al duet a crear "un dossier de premsa de quatre pàgines", que, segons el mateix dossier de premsa de Mystery Men del creador de Flaming Carrot, Bob Burden, incloïa "un esquema de la història i una il·lustracio que van enviar a 180 emissores de televisió i ràdio", així com a Associated Press i United Press International. Això va provocar una cobertura de premsa generalitzada tant de la propietat de TMNT com dels mateixos Mirage Studios, creant "una demanda pel còmic amb un títol interessant que va agafar a tothom per sorpresa". Amb la sol·licitud del seu segon número, el còmic de les Tortugues d'Eastman i Laird va començar un èxit meteòric, amb comandes anticipades de 15.000 còpies. Això, segons ha dit Eastman, "bàsicament va acabar amb un benefici de dos mil dòlars cadascun. El que ens va permetre escriure i dibuixar històries a temps complet: n'hi havia prou amb pagar el lloguer, pagar les factures i comprar prou macarrons amb formatge i llapis per viure".
El fenomen de les Tortugues va veure el duet convidat a la seva primera convenció de còmics a la desena fira anual d'Atlanta Fantasy Fair el 1984, on es van barrejar amb persones com Larry Niven, Forrest J Ackerman i Fred Hembeck (entre d'altres).

### Èxit inesperat

Marcador històric de New Hampshire per a la "Creació de les tortugues ninja mutants adolescents " a Dover, New Hampshire

Que les Tortugues Ninja Teenage Mutant tinguessin un èxit (i en tan poc temps) va ser una sorpresa tant per a Eastman com per a Laird. Laird ha afirmat en diverses ocasions que:
| « | "... començar les Tortugues... va ser una bogeria; no ens imaginàvem res dirigint les nostres vides de cap manera, forma o forma. Va ser com:" Ei, això sembla divertit! Autopublicem-ho! Anem a veure què passa!" ...De sobte, i completament de sobte, va sorgir aquest fenomen de les Tortugues. I realment, des del primer dia, només es va fer càrrec. Va ser un procés que s'accelerava ràpidament que va culminar en la presa de possessió de les nostres vides. Completament." | » |

Això va provocar un augment de les pressions sobre els dos creadors (i l'equip que van formar per ajudar-los), inclòs un període prolongat (aproximadament un any) de bloc d'artista a Laird. El "creixement increïble i la complexitat del negoci" que va sorgir al voltant de les seves propietats de Turtles d'èxit a l'instant va fer que Laird "descobrís de sobte amb horror que ja no m'agradava dibuixar. Va ser un veritable xoc, perquè si alguna vegada ho havia fet. qualsevol cosa en què pogués confiar... era que m'agradava dibuixar."
Les creacions de Laird i Eastman es van convertir en un fenomen cultural popular, els va obligar a tots dos a prendre uns anys sabàtics regulars del còmic per fer front a les pressions del dia a dia d'executar el que s'havia convertit en una franquícia multimèdia. Eastman va vendre la seva part de la franquícia, amb l'excepció d'una petita participació continuada en els ingressos, a Laird i al Mirage Group l'1 de juny de 2000. L'1 de març de 2008, Laird i Mirage van comprar els drets i interessos restants d'Eastman i els dos van anar per la seva banda. Pel que fa a la marxa d'Eastman, Laird va declarar la seva creença que Eastman "n'estava cansat". El 19 d'octubre de 2009, Laird va vendre la franquícia a Viacom, l'empresa matriu de Nickelodeon, però encara conserva els drets per crear i publicar fins a divuit còmics en blanc i negre basats en la franquícia per any.

## Animació
Tot i que aparentment va sobreviure els projectes animats de les tortugues a través de Mirage, Laird va tenir una implicació pràctica mínima en el desenvolupament de la sèrie animada original, i encara menys amb la sèrie Next Mutation. Un dels productes únics d'aquesta sèrie, la tortuga femenina Venus, és coneguda per convertir-se en una de les incorporacions a la franquícia que més menysprea Laird. No obstant això, va tenir un paper més actiu en la nova serie d'animació de TMNT, actuant com a "consultor i... treballant amb el tipus que considero l'escriptor principal, Lloyd Goldfine". En aquest paper, diu "des del primer moment m'he mirat tot, des del primer dia. Les premisses de la història, els contorns, els guions complets i el dibuix i disseny de personatges i escenaris. He estat fent Un munt de suggeriments. He vist alguns dels episodis, i és agradable veure moltes coses en les quals he treballat".
Després d'un acord d'èxit per reviure les Tortugues a les sales, Laird va suspendre el volum Quatre per desenvolupar la nova pel·lícula, deixant diverses línies argumentals sense resoldre. Es pensava que Tales of the TMNT s'aturaria el 2008, i el futur de la franquícia més enllà de la seva presència a la pantalla era incert, però el personal va confirmar que no era així. Es va confirmar al bloc de Steve Murphy que Peter Laird tenia la intenció de tornar al volum 4 i que el títol tornaria, distribuït digitalment per Mirage.

## La Fundació Xeric
A més dels seus altres interessos, Laird va fundar la Xeric Foundation, una organització sense ànim de lucre creada després d'una reflexió considerable, com "una manera adequada de retornar alguna cosa més al món del còmic", proporcionant subvencions per a autoeditors. Mentre Eastman va fundar Tundra Publishing per encarnar els ideals de la Creator's Bill of Rights des del punt de vista de l'editor, la visió de Laird implicava finançar en lloc de publicar activament el treball individual. El seu raonament per a aquesta decisió es va deure, en part, simplement perquè tenia "massa a fer com passa amb Mirage ". Va "preferir fer alguna cosa on fos més una transferència de capital", amb "totes les preocupacions... a les espatlles dels altres ". La pròpia fundació, explica és: "en realitat dues fundacions en una. La meitat és per a organitzacions benèfiques, i l'altra meitat és per a creadors que volen autoeditar els seus còmics". Aquesta meitat posterior és potser la més coneguda per la fundació, que funciona de la mateixa manera que qualsevol fons benèvol, que implica un procés d'aplicació que detalla quants diners es demanen i per què.

### Orígens
"L'experiència de Laird amb les tortugues i l'autopublicació" va ser un procés d'aprenentatge que, segons ell, "seria molt valuós per a altres persones" també, "en ensenyar als creadors sobre ells mateixos, sobre la vida [i] sobre la dura realitat. del negoci". Cita les cimeres que ell, Eastman, Scott McCloud, Dave Sim i altres van tenir (que van portar directament a la formalització de la "Carta de drets del creador", que estableix per escrit els acords de treball necessaris que els creadors de còmics consideraven que s'havien de complir pel que fa a la propietat. del seu treball i una remuneració adequada, etc.) en informar la seva decisió de constituir la fundació, però també assenyala que va rebre "moltes sol·licituds de diners", la qual cosa va necessitar la creació de l'objectiu benèfic de la Fundació Xeric simplement per atendre aquestes peticions "en una moda organitzada".
De fet, quan se li va preguntar en una entrevista al lloc web de Project Fanboy, es va citar a Laird que va dir:
| «             | L'impuls inicial per crear la Fundació Xeric va ser la frustració: quan el tema de la tortuga va començar a fer-se molt gran, la gent va començar a sortir de la fusta per demanar diners. Molts d'ells eren organitzacions benèfiques legítimes o creadors que necessitaven finançament, però també hi havia moltes coses ridícules, com el total desconegut que em va demanar un quart de milió de dòlars per finançar la seva botiga general. Va arribar al punt que em vaig quedar aclaparat per prendre aquest tipus de decisions, i em van suggerir que una fundació podria ser una bona manera de "separar el blat de la palla", proporcionant canals oficials i clarament delimitats a través dels quals la gent buscant diners havia de fer el seu camí. | » |
| — Peter Laird | |   |

Laird va recordar que la publicació del primer número del seu còmic Teenage Mutant Ninja Turtles i d'Eastman es va produir gràcies a un préstec que els dos van aconseguir de Quentin Eastman, l'oncle de Kevin Eastman. Tot i que els dos van poder pagar-li ràpidament, això va fer que Laird especulés sobre el que podria haver estat: "si no haguéssim obtingut aquest préstec d'ell en aquell moment de les nostres vides, potser ens haguéssim trigat un parell de mesos més a recaptar aquests diners d'altres fonts, i qui sap què podria haver passat de manera diferent com a resultat d'aquest retard?" Se li va ocórrer que "hi ha d'haver tantes vegades en què una empresa d'autoedició pot enfonsar-se o flotar gràcies a" una quantitat relativament petita de diners, així que va sentir el desig d'utilitzar part de la seva "bona fortuna, en el sentit financer, per ajudar la gent" (i, a més dels creadors, la fundació també ajuda els "implicats en organitzacions benèfiques").
A més, cita "[una] gran diferència" entre la seva situació personal de les tortugues i la d'Eastman i la fundació benèfica com "que les subvencions Xeric no són préstecs, que s'han de retornar, sinó subvencions reals, que no". Ell "acredita a Kendall Clark, que ha dirigit la fundació per a mi des del principi, com una de les principals raons per les quals ha funcionat tan bé com ho ha fet... ha fet una feina meravellosa".

### Denominació i procés
El nom de la fundació "va sorgir d'un joc d'Scrabble amb el germà de [Laird] Don", " Xeric " simplement sent "una paraula [a ell] li agrada [d]" que aparentment significa sec i desert, però que finalment "no té absolutament cap expressió directa". connexió amb la fundació".
L'aspecte creatiu de la fundació implica el procés habitual de sol·licitud, però a més, la fundació va començar amb "un comitè assessor format per tres... persones que treballen en el sector" les aportacions de les quals es demana la millor manera de procedir amb cada sol·licitud. Les presentacions s'avaluen abans de la participació de Laird, i després pren les decisions últimes en funció de les seves recomanacions. Laird va declarar l'any 1993 que: "...toqueu fusta, si Déu vol, i the creek don't rise, si continuem un parell de dècades més, i sóc capaç d'invertir més diners en el finançament bàsic de la Xeric Foundation, llavors la quantitat de diners que es pot repartir es pot recaptar de manera significativa". Va esperar que finalment la xifra es pugui augmentar de "milers de dòlars" a "cents de milers de dòlars", per donar suport a un nombre creixent de projectes grans i petits.

## Altres treballs
En una entrevista de 1993 amb Stephen Bissette i Stanley Wiater, entrevistadors-editors de Comic Book Rebels, Laird va comentar:
| « | Laird: ...Pregunta'm quants còmics més he dibuixat? CBR: D'acord, quants altres còmics has dibuixat? Laird: Zero! CBR: D'acord, quantes portades de llibres i jaquetes d'àlbums has fet? Laird: Zero! Zero! Tot han estat tortugues! | » |

El desembre de 2019, el número 100 de la sèrie de còmics Teenage Mutant Ninja Turtles d'IDW Publishing va incloure un anunci teaser per a un proper projecte de còmic titulat The Last Ronin en què es plantejava la possibilitat d'una possible reunió i cooperació entre Laird i Eastman. El projecte es va confirmar l'abril de 2020, però es va retardar per la pandèmia de COVID-19 i finalment es va manifestar a la tardor d'aquell any.
L'any 2000, Laird va comprar la major part de les accions del seu soci Eastman i el 2008 va comprar la resta quan Eastman es va retirar. El 2009, Laird va vendre la franquícia a Nickelodeon per 60 milions de dòlars.